# 猪肘

猪肘，前肘对应英国分割法中的橘色Hand和军绿色Hock，后肘对应紫色猪腿的大腿和军绿色的Hock。

猪的大腿及肘部（不含猪蹄）在中国北方称猪肘，江南一带则称蹄髈，广东称元蹄，閩南話稱腳庫（thuí-khòo）。猪肘皮厚、筋多、瘦肉多，吃起來有嚼勁，口感肥而不腻。做法多为烧、扒、酱和焖。

## 大中華地區

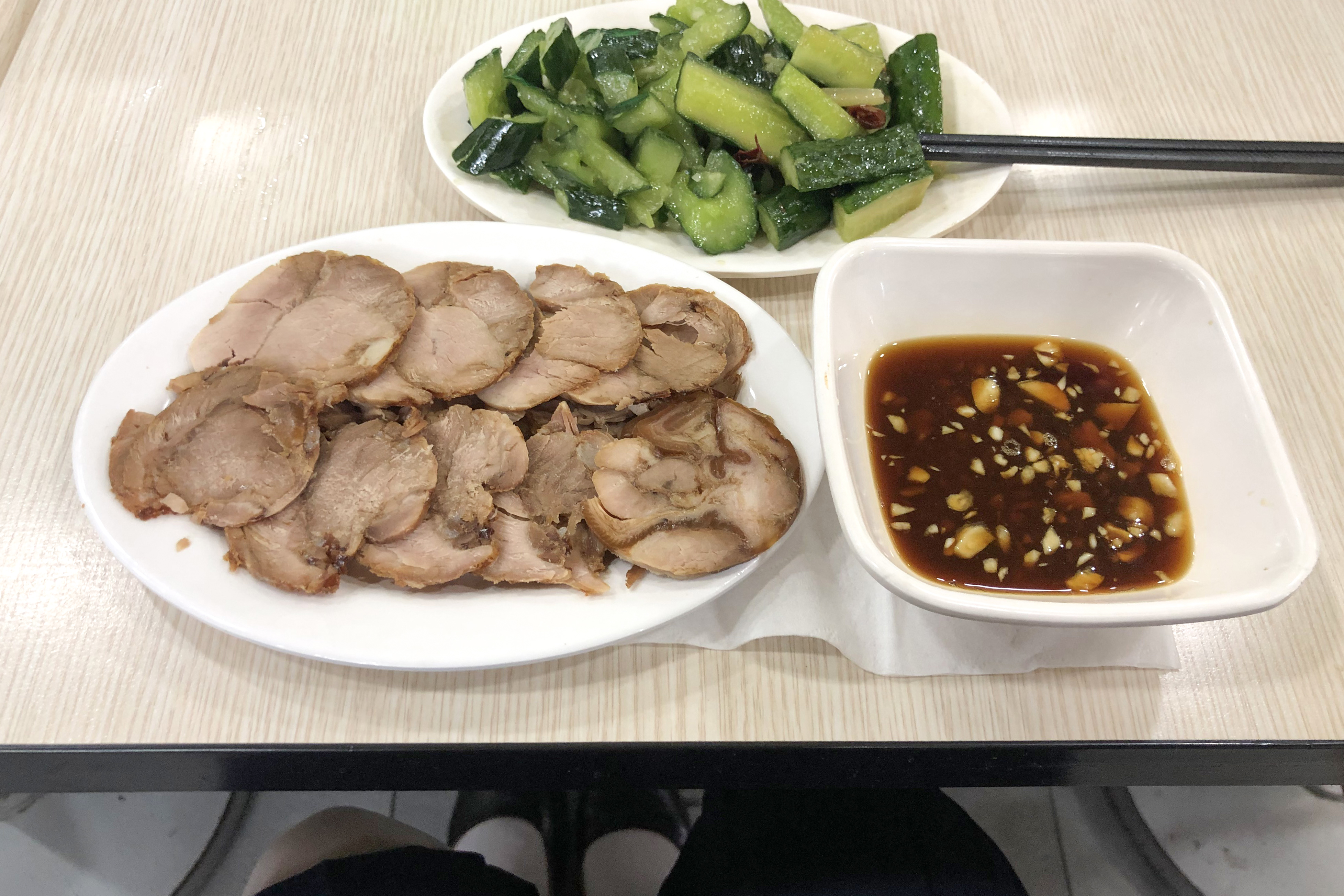
作为凉菜食用的酱肘花

### 北京
紅燒元蹄（或稱紅燒肘子）是京菜中的菜餚之一。
冰糖肘子是北京譚家菜的名菜，把豬肘子煮、蒸而成。

### 山東
酒香椒鹽肘子是魯菜名菜之一。青岛有流亭猪蹄亦是较有名小吃。

### 江蘇
水晶餚肉是淮揚菜名菜之一。是江蘇鎮江的一道菜色，迄今已有300多年的歷史。

### 四川
四川有東坡肘子，相傳是蘇軾之元配妻子王弗所創。
焦皮肘子也是一道著名的川菜，是将肘子皮先用油烫后烧制而成。

### 陕西
陝西大荔的帶把肘子是秦菜中的名菜，色泽枣红如把柄，又必須包括豬蹄，因而得「帶把」之名。

## 世界各地

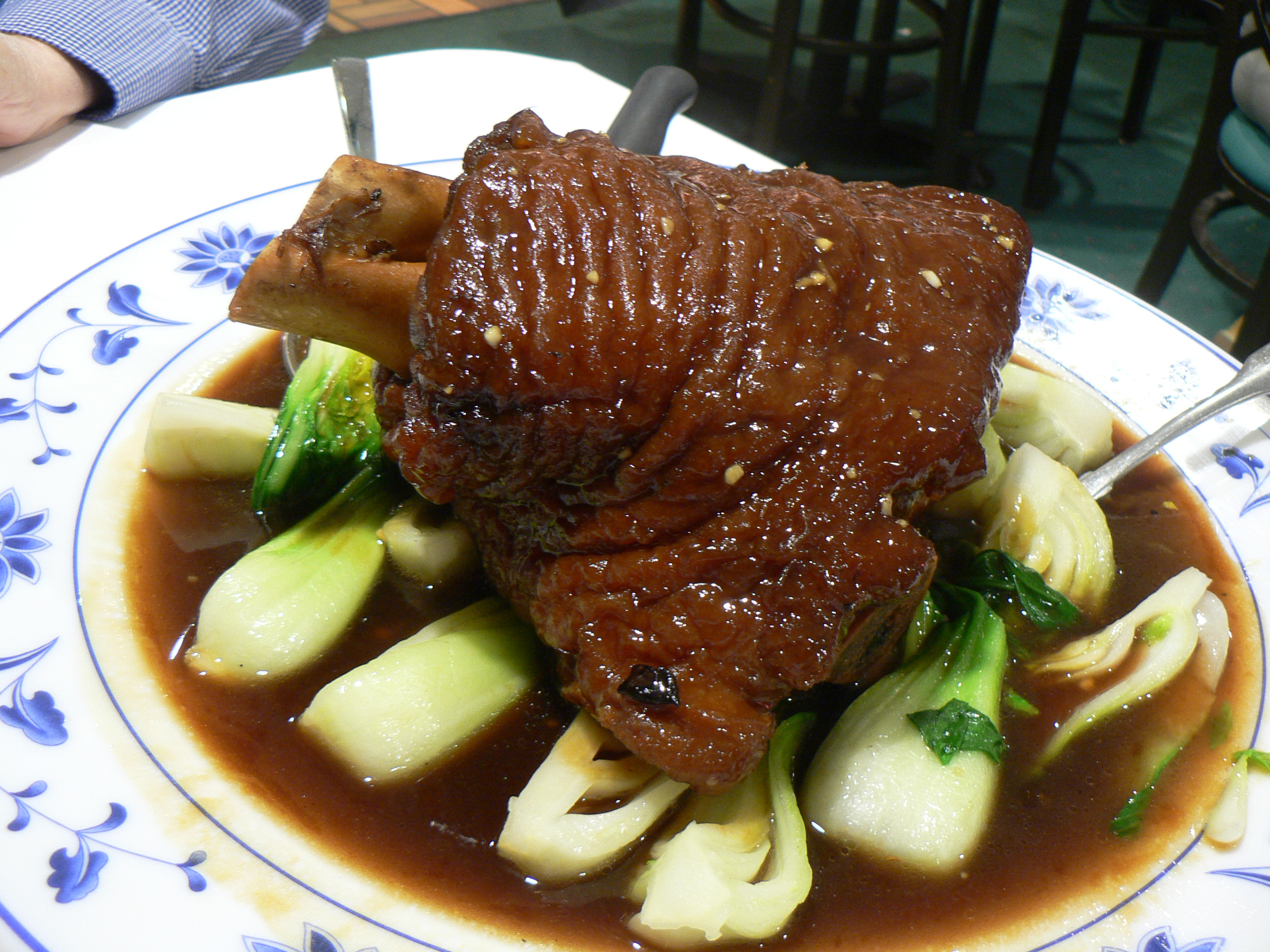
红烧猪肘，底層的是肉汁佐小白菜
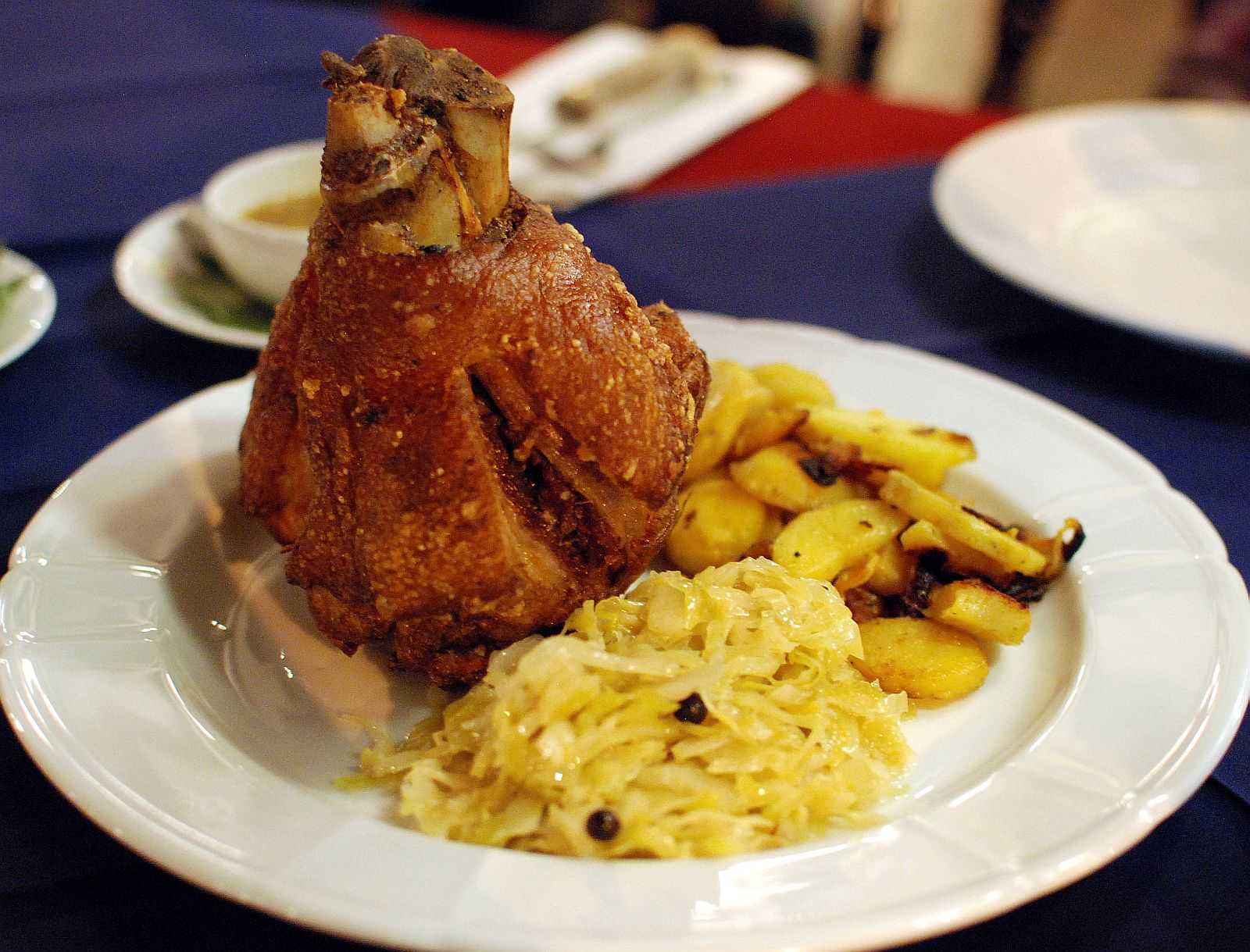
在泰國清邁的德國烤豬腳
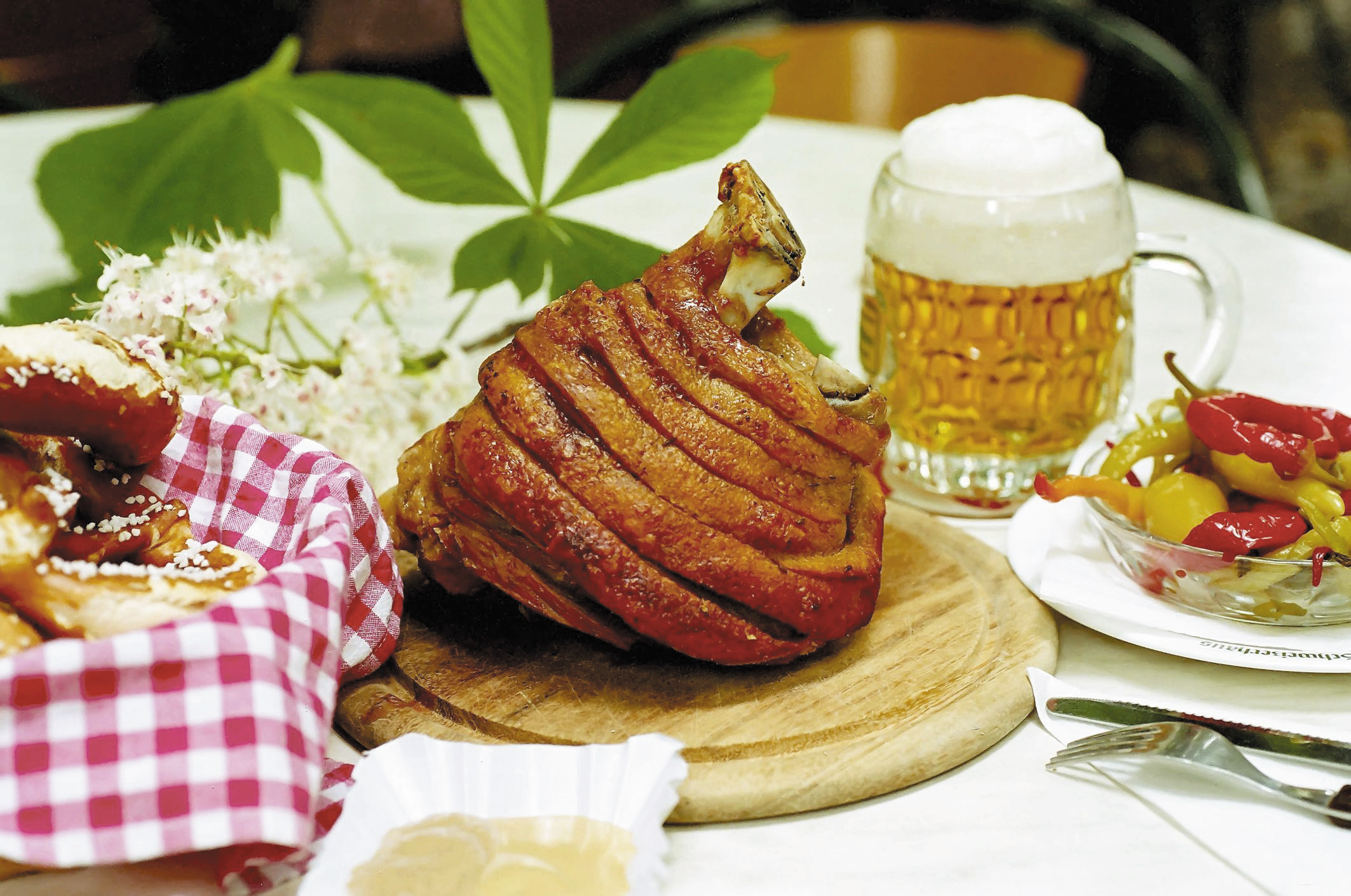
烤過的奧地利風豬肘
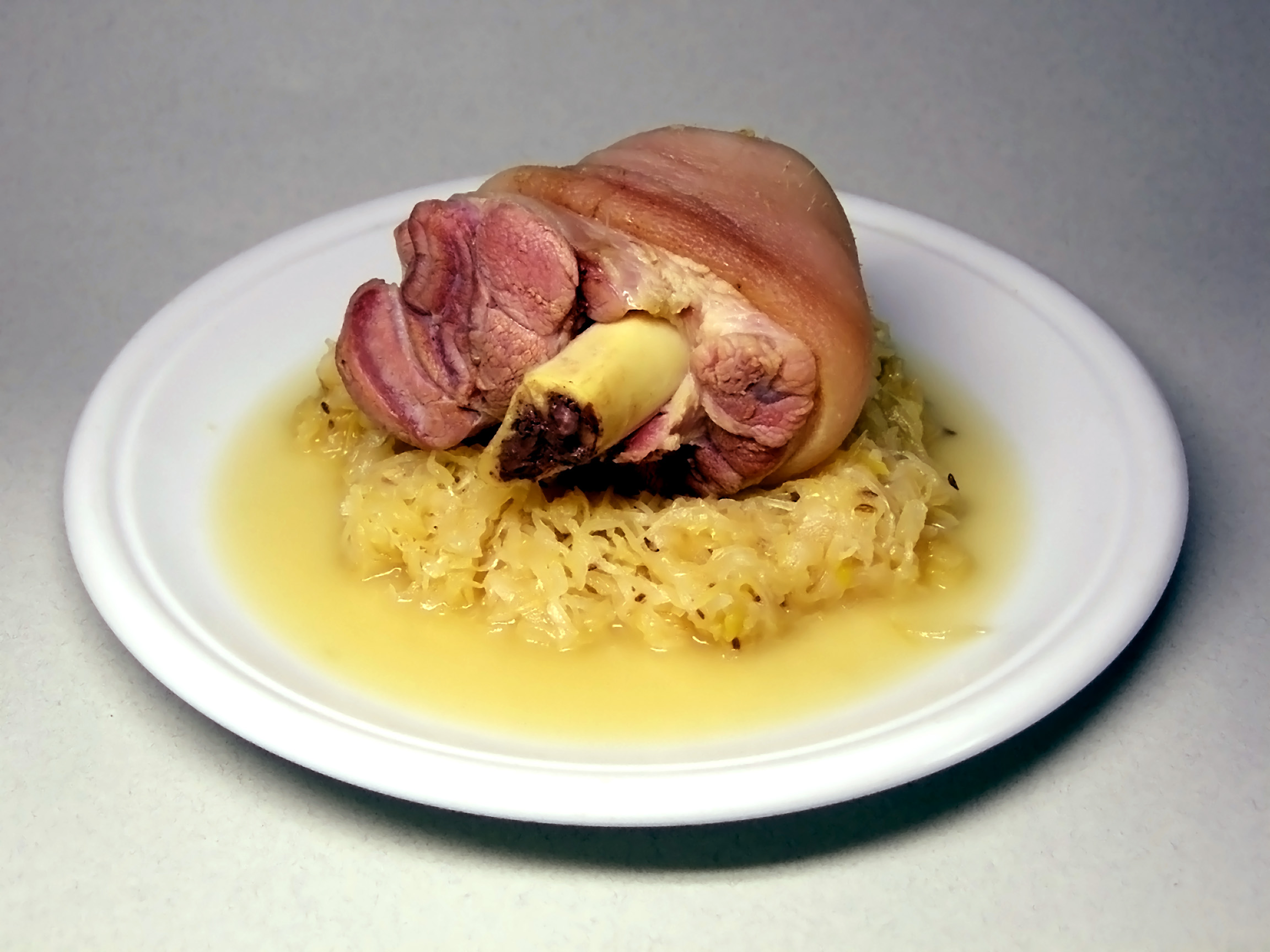
豬肘佐德國酸菜
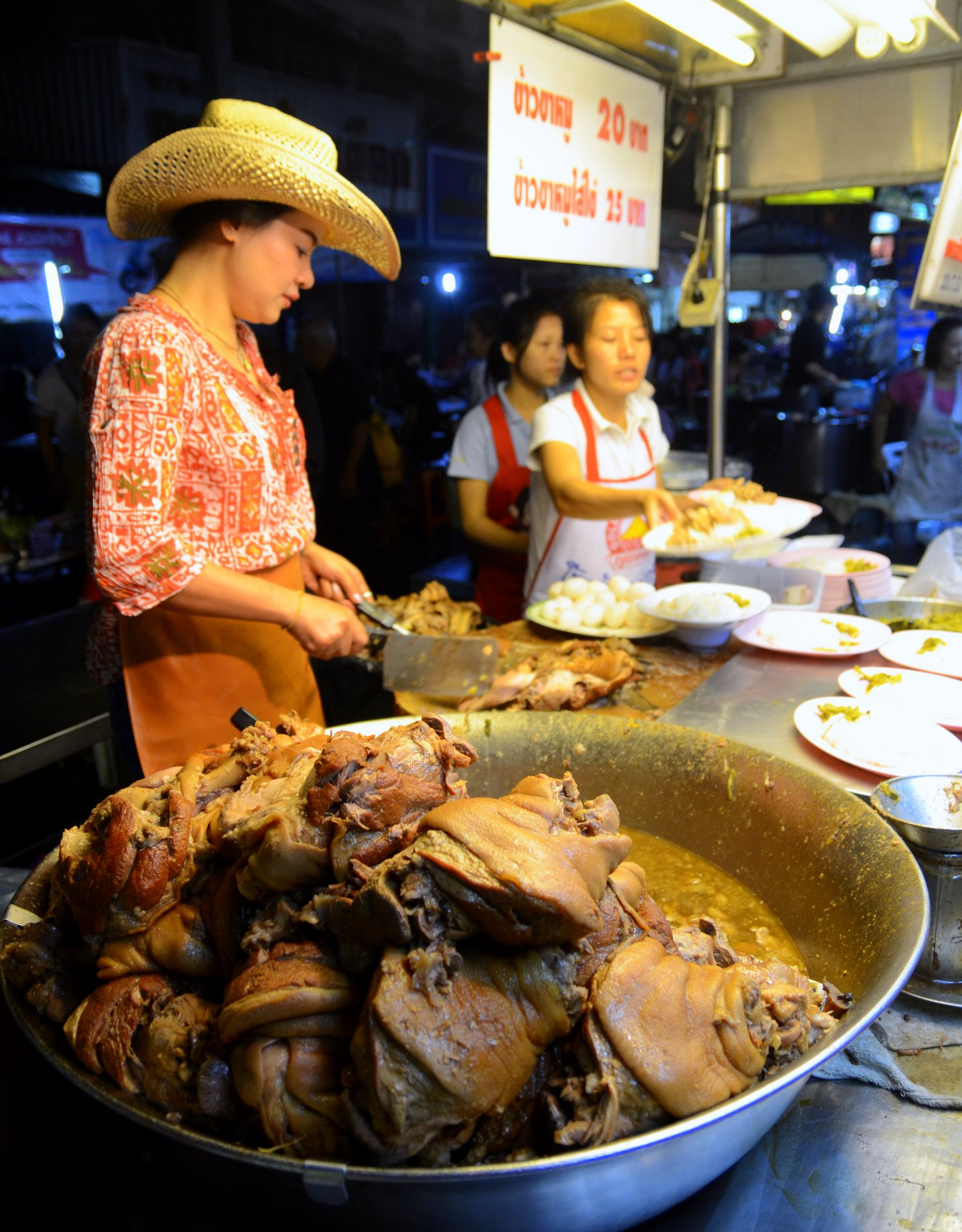
泰國清邁的红烧猪肘，与中国北方烹调法类似，使用了醬油與五香粉。